# Старик Хоттабыч
«Стари́к Хотта́быч» — советская повесть-сказка Лазаря Лагина о приключениях пионера Вольки Костылькова, который обнаружил кувшин с просидевшим в нём три с половиной тысячи лет джинном по имени Гассан Абдуррахман ибн Хоттаб. Благодарный своему спасителю, Хоттабыч начинает служить ему, творя всевозможные чудеса, и со временем Волька перевоспитывает Хоттабыча в советского гражданина.
Сказка Лагина впервые увидела свет в 1938 году — сначала в «Пионерской правде», а потом в журнале «Пионер», где печаталась из номера в номер. Через два года повесть вышла отдельной книгой с иллюстрациями Константина Ротова.

## Сюжет
Юный пионер Волька (в терминологии Хоттабыча — Волька ибн Алёша, то есть Владимир Алексеевич) Костыльков выловил из Москвы-реки странный кувшин. Открыв его, он выпускает из многовекового заточения могущественного доброго джинна, Гассана Абдуррахмана ибн Хоттаба. Тот всячески благодарит Вольку и предлагает ему свою помощь на экзамене по географии. Но так как географические познания Хоттабыча сильно устарели, Вольку отправляют на переэкзаменовку.
Чудеса старого джинна часто оказываются неуместными. То Волька обрастает бородой, то получает 3 шикарных дворца и караван рабов в подарок. Наконец джинн забрасывает лучшего друга Вольки, Женю Богорада, в Индию. Костыльков заставляет Хоттабыча полететь за ним на ковре-самолёте. Более того, друзьям приходится постоянно спасать от Хоттабыча учительницу Вольки — тот пообещал, рассердившись, превратить её в нечто ужасное.
Друзей ждёт ещё много приключений:
- походы сначала в цирк, а потом на футбольный матч;
- поиски брата Хоттабыча, Омара Юсуфа ибн Хоттаба;
- путешествие на теплоходе «Ладога»

и многое другое.

## Авторство

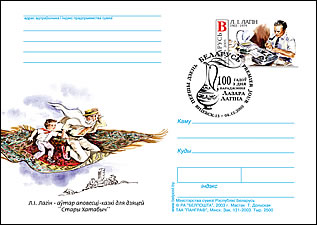
Тематический конверт.

По словам дочери Лазаря Лагина, Натальи, к написанию «Хоттабыча» её отца подтолкнула изданная в 1900 году повесть английского писателя Ф. Энсти «Медный кувшин» (англ. The Brass Bottle), по сюжету которой молодой лондонский архитектор Гораций Вентимор выпускает на волю из медного кувшина джинна Факраша-эль-Аамаша, заточённого туда царём Соломоном, а джинн в благодарность начинает следовать за ним и исполнять его желания. У Лагина с 1916 года имелся русский перевод повести. Сам Лагин в предисловии к изданию 1955 года писал, что на написание повести его натолкнула «Сказка о рыбаке» из цикла «Тысяча и одна ночь».
На соавторство «Хоттабыча» претендовал Александр Крон, утверждавший, что ему пришлось основательно переписать «беспомощную» рукопись Лагина перед публикацией.

## Редакции
Книга имеет три варианта: оригинал 1938 года, редакция 1953 года и расширенная версия 1955 года. Причинами редакций были изменения, произошедшие в СССР и в мире после 1938 года. 
По сравнению с последующими редакциями оригинал является менее идеологизированным и более аполитичным. Дочь Лагина Наталья утверждала, что её отец не имел никакого отношения к последующим редакциям книги, хотя все они выходили под его именем.
Последующие редакции содержат вставки антикапиталистической направленности. Выход первой изменённой редакции в 1953 году пришёлся на разгар так называемой «Борьбы с космополитизмом», из-за чего в ней содержались, в частности, крайне резкие выпады в адрес империализма, США, постколониальных властей Индии и тому подобное. Эта редакция мало известна, так как в новой, выпущенной спустя два года, все эти правки были изъяты, но были добавлены новые.
Версия 1955 года чуть побольше оригинала, так как на этот раз были добавлены семь новых глав. Например, Италия в оригинальной редакции страдает от безработицы, находясь под властью Бенито Муссолини, но в редакции 1955 года она, в соответствии с тогдашним положением дел в Италии, находится под властью капиталистов и рабочие в ней бастуют против иностранных военных баз. 
В постсоветское время чаще всего переиздаётся оригинальная версия 1938 года.
| 1. Необыкновенное утро 2. Таинственная бутылка 3. Старик Хоттабыч 4. Испытание по географии 5. Хоттабыч действует вовсю 6. Необыкновенное происшествие в кино 7. В парикмахерской 8. Девятнадцать баранов 9. Вдвоём в парикмахерской 10. Беспокойная ночь 11. Не менее беспокойное утро 12. Почему С. С. Пивораки переменил фамилию 13. Интервью с лёгким водолазом 14. Намечается полёт 15. В полёте 16. Опять всё хорошо 17. «Будьте знакомы!» 18. Хоттабстрой 19. Кто самый богатый 20. Один верблюд идёт… 21. Таинственная история в отделении банка 22. Старик Хоттабыч и Мей Ланьчжи 23. Больница под кроватью 24. Старик Хоттабыч и гражданин Хапугин 25. Рассказ Гассана Абдуррахмана ибн Хоттаба о том, что с ним произошло после выхода из магазина случайных вещей 26. Хапугин на горизонте 27. В вестибюле метро 28. Второе приключение в метро 29. Лишние билетики 30. Сколько надо мячей? 31. Хоттабыч вступает в игру 32. Обстановка накаляется 33. Примирение 34. Случай в отделении милиции 35. Где искать Омара? 36. «Давайте останемся!» 37. Рассказ проводника международного вагона скорого поезда «Москва — Одесса» о том, что произошло на перегоне «Нара — Малый Ярославец» (Рассказан проводником его сменщику, спавшему во время этого путешествия) 38. Неизвестный парусник 39. На «Любезном Омаре» 40. Ковёр-гидросамолёт «ВК-1» 41. Краткое интервью с юным генуэзцем 42. Потерянный и возвращённый Хоттабыч 43. Пять золотых монет 44. Сосуд с Геркулесовых столбов 45. «Вот он, этот старик!» 46. Самая короткая глава 47. Мечта о «Ладоге» 48. Переполох в Центральном экскурсионном бюро 49. Кто самый знатный? 50. «Что мешает спать?» 51. Риф или не риф? 52. Обида старика Хоттабыча 53. «Селям алейкум, Омарчик!» 54. Омар Юсуф показывает свои коготки 55. К чему приводят иногда успехи оптики 56. Роковая страсть Хоттабыча 57. Эпилог | 1. Необыкновенное утро 2. Таинственный сосуд 3. Старик Хоттабыч 4. Экзамен по географии 5. Вторая услуга Хоттабыча 6. Необыкновенное происшествие в кино 7. Беспокойный вечер 8. Глава, служащая прямым продолжением предыдущей 9. Беспокойная ночь 10. Необыкновенное событие в тридцать седьмой квартире 11. Не менее беспокойное утро 12. Почему С. С. Пивораки переменил фамилию 13. Интервью с лёгким водолазом 14. Намечается полёт 15. В полёте 16. О том, что приключилось с Женей Богорадом далеко на Востоке 17. Тра-ля-ля, о ибн Алёша! 18. «Будьте знакомы!» 19. «Помилуй нас, о могущественный владыка!» 20. Волька Костыльков — племянник Аллаха 21. Кто самый богатый 22. Один верблюд идёт… 23. Таинственная история в отделении Госбанка 24. Старик Хоттабыч и Сидорелли 25. Больница под кроватью 26. Глава, в которой мы на некоторое время возвращаемся к лающему мальчику 27. Старик Хоттабыч и мистер Гарри Вандендаллес 28. Рассказ Гассана Абдуррахмана ибн Хоттаба о том, что с ним произошло после выхода из магазина 29. Те же и Гарри Вандендаллес 30. Долог путь до стадиона 31. Второе приключение в метро 32. Третье приключение в метро 33. Лишние билетики 34. Опять эскимо 35. Сколько надо мячей? 36. Хоттабыч вступает в игру 37. Обстановка накаляется 38. Примирение 39. Чудо в милиции 40. Где искать Омара? 41. «Давайте останемся!» 42. Рассказ проводника международного вагона скорого поезда «Москва — Одесса» о том, что произошло на перегоне «Нара — Малый Ярославец» (Рассказан проводником его сменщику, спавшему во время этого путешествия) 43. Неизвестный парусник 44. На «Любезном Омаре» 45. Ковёр-гидросамолёт «ВК-1» 46. Интервью с юным генуэзцем 47. Потерянный и возвращённый Хоттабыч 48. Роковой чемодан 49. Сосуд с Геркулесовых столбов 50. «Вот он, этот старый синьор!» 51. Самая короткая глава 52. Мечта о «Ладоге» 53. Переполох в Центральном экскурсионном бюро 54. Кто самый знатный? 55. Глава, в которой сообщается об удивительной встрече, с которой началось путешествие на «Ладоге» 56. «Что мешает спать?» 57. Риф или не риф? 58. Обида Хоттабыча 59. «Селям алейкум, Омарчик!» 60. Омар Юсуф показывает свои коготки 61. К чему приводят иногда успехи оптики 62. Роковая страсть Хоттабыча 63. Новогодний визит Хоттабыча 64. Эпилог |

## Экранизации
- Советский фильм «Старик Хоттабыч» — снят в 1956 году по редакции 1955 года.

## Мюзикл
- «Старик Хоттабыч» — инсценировка (мюзикл-сказка, радиоспектакль) Сергея Богомазова на музыку Владимира Рубина, запись 1953 г.

Действующие лица и исполнители:
- От автора, Старик Хоттабыч — Николай Литвинов
- Волька Костыльков — Мария Петрова
- Женя Богорад — Александра Бабаева
- Учитель — Леонид Пирогов
- Официантка — Мария Миронова
- Кассирша — Антонида Ильина
- Комментатор, Игрок — Вячеслав Дугин
- Вратарь — Вадим Деранков

Детский хор под руководством Владимира Локтева, оркестр п/у Василия Ширинского
Режиссер Николай Александрович
- «Старик Хоттабыч» — мюзикл-сказка (аудиоспектакль) Геннадия Гладкова на стихи Юрия Энтина, 1979 года. Звукорежиссёр — Пётр Кондрашин.

Действующие лица и исполнители:
- Хоттабыч — Михаил Боярский
- Волька — Олег Анофриев
- Женя — Ирина Муравьёва
- Гога — Александр Абдулов
- Хапугин — Леонид Серебренников
- Хапугина — Людмила Гурченко
- Ковбой — Александр Барыкин
- Ковбойка — Роксана Бабаян
- Милиционер — Павел Бабаков
- Текст читает — Олег Анофриев